# Мбакогу, Джерри
Дже́рри У́че Мбако́гу (англ. Jerry Uche Mbakogu; 1 октября 1992, Лагос, Нигерия) — нигерийский футболист, нападающий.

## Биография
С 2006 года — в юношеской команде «Падовы». В 2009 году был отдан в годичную аренду в «Палермо». 28 августа 2010 года дебютировал в составе «Падовы» в серии Б. Через три дня был отдан в аренду в команду «Юве Стабия», в которой провёл три года, сыграв 68 матчей, забив 13 голов. 2 сентября 2013 года на правах аренды перешёл в «Карпи», 23 июля 2014 года подписал с клубом пятилетний контракт.
9 августа 2016 года перешёл в аренду сроком на один год в российский клуб «Крылья Советов» Самара.
В июле 2022 года перешёл в итальянский клуб «Губбио».